# George Bergmann
George Karel Lodewijk Bergmann (Lier, 30 juli 1805 - aldaar, 14 december 1893) was een Belgisch publicist, advocaat en politicus voor de Liberale Partij.

## Levensloop
Bergmann was de zoon van een uit het hertogdom Nassau afkomstig voormalig Duits officier die gediend had in het Nederlands leger. Zijn vader oefende verschillende overheidsfuncties uit, waaronder die van belastingsontvanger te Lier. Zijn moeder, een lokale burgerdochter, was een telg uit de familie 'Van Zinnicq' die in de 18e eeuw onder meer twee Lierse burgemeesters (Jan Ferdinand en Jan Frans Van Zinnicq) had voortgebracht. Bergmann kreeg thuisonderricht van zijn vader.  Later studeerde hij aan de Rijksuniversiteit Gent, alwaar hij als doctor in het wereldlijk en canoniek recht afstudeerde in 1828. Vervolgens ging hij aan de slag als advocaat aan de balie van Mechelen, alwaar hij van 1872 tot 1878 en van 1879 tot 1880 stafhouder was. In 1834 was hij gehuwd met de dochter van een Duitse scheepsmakelaar die zich te Antwerpen had gevestigd ten tijde van Napoleon. Uit het huwelijk kwamen vier kinderen voort.
Bij het uitbreken van de Belgische Revolutie in 1830 was hij het enige familielid dat niet uitweek. Als orangist maakte hij vervolgens een zware periode door, waarover hij later getuigde in het postuum (1895) uitgegeven Uit vader Bergmann’s gedenkschriften. Hij werd politiek actief in een kern van gelijkgezinde orangisten en later liberalen te Lier. Hieruit zou omstreeks 1857 op zijn initiatief de Grondwettelijke Liberale Associatie van Lier ontstaan, waarmee hij onder meer (samen met zijn zoon Anton) het partijblad De Lierenaar uitgaf. Tevens was hij geëngageerd in tal van (liberale) organisaties zoals de muziekmaatschappij De Groote Harmonie, de zangmaatschappij De Nethegalm, het leesgezelschap Eenheid en Vooruitgang en de toneel- en letterkundige maatschappij Tony's Vrienden. Deze laatste was in 1875 gesticht ter nagedachtenis aan zijn zoon Anton. In 1879 werd hem als liberaal kopstuk de communie geweigerd en deze gebeurtenis vervreemdde hem definitief van de kerk.
Daarnaast was hij actief in de prille Vlaamse Beweging. Een van zijn jeugdvrienden uit zijn studententijd was Jan Frans Willems. Diens broer was tevens gehuwd met een zus van George Bergmann. Bij de gemeenteraadsverkiezingen van 28 maart 1838 werd Bergmann verkozen in de Lierse gemeenteraad, in 1846 werd hij tevens provincieraadslid en in 1848 werd hij aangesteld als schepen te Lier. In 1853 werd Bergmann er burgemeester, hij volgde in deze hoedanigheid Jan Baptist Peeters op. De ideologische strijd tussen katholieken en liberalen verscherpte en in 1858 lukte het hem niet om als provincieraadslid herverkozen te worden in het kanton Lier. In 1872 veroverden de katholieken de meerderheid en vormden het nieuwe Liers stadsbestuur en moest hij zijn burgemeesterssjerp inleveren. De katholiek Florent Van Cauwenbergh volgde hem in dit mandaat op.
Ook zijn drie zonen zouden voorname posities innemen. Zo was Ernest onder meer consul-generaal te Buenos Aires en senator, George raadsheer aan het Brussels Beroepshof en speelde Anton een belangrijke rol bij de ontwikkeling van het liberaal flamingantisme . Bij zijn dood in 1893 werd Bergmann burgerlijk begraven, wat toentertijd nog uitzonderlijk was te Lier. Zijn afbeelding is (samen met die van vijf andere Lierse burgemeesters uit de periode 1830-1930) opgenomen in een 12-kantige carrousel ('défilé' genaamd) in de Zimmertoren die telkens om 12u 's middags wordt getoond. In Elsene is er een 'George Bergmannlaan', maar deze verwijst naar een naamgenoot die leefde in het tijdsbestek 1871-1930.